# Ingrīda Amantova
Ingrīda Amantova (n. 21 iunie 1960, Cēsis⁠(d), raionul Cēsis, URSS) este o sportivă ce a reprezentat Uniunea Republicilor Sovietice Socialiste, medaliată olimpică. A participat la două ediții ale Jocurilor Olimpice (1980, 1984) în care a câștigat o medalie de bronz.